# Systerfartyg
Systerfartyg är fartyg som byggts efter samma ritningar, i regel är beställaren samma rederi, eller land när det gäller militära fartyg.  Systerfartyg har en gemensam konstruktion av fartygets skrov och användningområde, överbyggnad eller inredning kan skilja sig från andra fartyg efter samma ritning.
Systerfartyg byggs för att spara utvecklingskostnader samt att erhålla fler fartyg i samma klass eller användningsområde. 

## Exempel på systerfartyg
- Titanic, Britannic, Olympic
- M/S Amorella, M/S Isabella, M/S Gabriella och M/S Crown Of Scandinavia
- M/S Silja Symphony, M/S Silja Serenade
- M/S Silja Festival, M/S Silja Karneval
- M/S Estonia, M/S Diana II